# A Gaivota (2018)
The Sea Gull (prt/bra: A Gaivota) é um filme americano de 2018, um drama romântico dirigido por Michael Mayer, com roteiro de Stephen Karam baseado na peça teatral de Anton Tchekhov A Gaivota.

## Sinopse
O filme conta a intrincada relação desenvolvida numa casa de campo quando a veterana atriz Irina Arkadina vai em visita a seu irmão, Pjotr, e seu filho, Konstantin, mas dessa vez levando consigo Boris, um romancista, que se torna alvo do interesse de Nina, uma vizinha da família, causando desconforto e angústia em Konstantin, apaixonado por Nina.

## Elenco
- Saoirse Ronan . . . . . Nina
- Annette Bening . . . . . Irina Arkadina
- Elisabeth Moss . . . . . Masha
- Billy Howle . . . . . Konstantin Treplev
- Corey Stoll . . . . . Boris Alexeyevich Trigorin
- Brian Dennehy . . . . . Pjotr Nikolayevich Sorin
- Jon Tenney . . . . . Dr. Yevgeny Dorn
- Mare Winningham . . . . . Polina
- Michael Zegen . . . . . Semyon Medvedenko
- Glenn Fleshler . . . . . Shamraev